# Mildfrith
Mildfrith ou Milfrith est un prince anglo-saxon de la fin du VIIe siècle. Il règne sur les Magonsæte, un peuple de l'ouest des Midlands.

## Biographie
Mildfrith est le frère de Merchelm, un autre roi des Magonsæte. Tous deux sont vraisemblablement les fils de Merewalh, le premier souverain connu de ce peuple, actif vers le milieu du VIIe siècle.
Il figure dans le « testament de sainte Mildburh », un recueil de chartes concernant l'abbaye de Much Wenlock qui subsiste dans un manuscrit du XIIIe siècle de l'hagiographie de Mildburh, fille de Merewalh et première abbesse de Much Wenlock. Il est décrit dans ces chartes comme le frère de Mildburh et porte le titre de roi (rex). L'une d'elles (S 1799), émise entre 674 et 704, est une donation effectuée par Mildfrith et Merchelm à leur sœur Mildburh et à son abbaye, qui reçoivent plusieurs domaines dans le Shropshire : à Cleehill, près de la rivière Corve, à Kenbecleag (non identifié) et à Chelmarsh.
Mildfrith est également mentionné dans un poème composé par l'évêque de Hereford Cuthbert entre 736 et 740. Ce poème commémore l'édification d'un tombeau abritant les corps de plusieurs individus : les trois prédécesseurs de Cuthbert sur le siège épiscopal de Hereford, Walhstod, Torhthere et Tyrhtil ; le « roitelet » (regulus) Mildfrith et son épouse Cwenburh ; et un certain Oshelm fils d'Osfrith inconnu par ailleurs. Ce poème permet d'affirmer que Mildfrith est mort avant 740. Le fait que le roi soit enterré aux côtés de ses évêques suggère que le territoire des Magonsæte est identique au diocèse de Hereford.
Une tradition plus tardive, illustrée par l'hagiographie du roi-martyr Æthelberht des Angles de l'Est, attribue à Mildfrith la fondation de la cathédrale de Hereford, où sont entreposées les reliques d'Æthelberht. Cependant, d'après ce texte, la fondation a lieu après le martyre d'Æthelberht, survenu en 794, ce qui est chronologiquement impossible.
Mildfrith est le dernier représentant connu de la lignée royale des Magonsæte. Ce peuple semble par la suite avoir été gouverné par des ealdormen au service des rois de Mercie. Leur identité ne disparaît pas pour autant, puisque leur nom est encore utilisé dans la première moitié du XIe siècle, peu avant la conquête normande.